# جاشوا لیندو
جاشوا لیندو (انگلیسی: Joshua Liendo؛ زادهٔ ۲۰ اوت ۲۰۰۲) شناگر اهل کانادا است.
وی در مسابقات کشوری و بین‌المللی در مجموع برندهٔ ۲ مدال طلا، ۴ مدال نقره، ۱۰ مدال برنز شده است.